# Hillary Clinton
Hillary Diane Rodham Clinton (wym. /ˈhɪləri daɪˈæn ˈrɒdəm ˈklɪntən/, ur. 26 października 1947 w Chicago) – amerykańska polityczka. Jako żona Billa Clintona była pierwszą damą stanu Arkansas w latach 1979–1981, 1983–1992 i pierwszą damą Stanów Zjednoczonych w latach 1993–2001. Pełniła urząd senatora reprezentującego stan Nowy Jork w latach 2001–2009 i 67. sekretarza stanu Stanów Zjednoczonych w latach 2009–2013. W prawyborach Partii Demokratycznej w 2008 roku Clinton była główną kontrkandydatką Baracka Obamy w uzyskaniu nominacji prezydenckiej, a w wyborach prezydenckich w Stanach Zjednoczonych w 2016 roku – główną kontrkandydatką Donalda Trumpa.
Hillary Rodham dorastała w Chicago. Uczęszczała do żeńskiej uczelni wyższej Wellesley College, którą ukończyła w 1969 roku, a następnie do Yale Law School, którą ukończyła w 1973 roku. Następnie przeniosła się do Arkansas i w 1975 roku poślubiła Billa Clintona. W 1977 roku założyła grupę interesu non-profit Arkansas Advocates for Children and Families, której celem jest reprezentowanie interesów dzieci i ich rodzin. W latach 1978–1980 była prezesem Legal Services Corporation. W 1978 roku została również partnerem w Rose Law Firm. Jako pierwsza dama Arkansas (1979–1981, 1983–1992) kierowała grupą zadaniową, która wspomagała reformę edukacji publicznej. W tym samym czasie zajmowała też stanowiska zarządcze w prywatnych firmach.
Jako pierwsza dama Stanów Zjednoczonych prowadziła grupę zadaniową, której celem była reforma publicznej służby zdrowia. W 1997 i 1999 roku pomagała w tworzeniu programów reform dotyczących ubezpieczeń zdrowotnych dla dzieci, adopcji i opieki zastępczej. Jest jedyną pierwszą damą Stanów Zjednoczonych, która otrzymała wezwanie sądowe. Stanęła przed ławą przysięgłych w 1996 roku z powodu podejrzenia o przestępstwa finansowe związane z firmą Whitewater Development Corporation. Ostatecznie jednak Clinton nie postawiono żadnych zarzutów. O małżeństwie Clintonów było szczególnie głośno w 1998 roku, kiedy doszło do skandalu obyczajowego z udziałem Billa Clintona i Moniki Lewinsky.
Clinton została wybrana w 2000 roku na senatora ze stanu Nowy Jork i była pierwszą kobietą reprezentującą ten stan w Senacie. Po zamachach z 11 września 2001 roku zagłosowała za inwazją na Afganistan. W 2003 roku zagłosowała też za inwazją na Irak, jednak później przyznała, że ta decyzja była błędem i opowiadała się za wycofaniem amerykańskich sił z Iraku oraz głosowała przeciwko zwiększeniu kontyngentu w 2007 roku. Głosowała przeciwko ustawom dotyczącym reformy podatkowej George’a W. Busha z 2001 i 2003 roku oraz przeciwko nominacji Johna Glovera Robertsa i Samuela Alito na sędziów Sądu Najwyższego. Aby uniemożliwić nominację Alito stosowała obstrukcję parlamentarną. W 2006 roku została ponownie wybrana do Senatu.
W 2008 roku wzięła udział w prawyborach prezydenckich Partii Demokratycznej i zdobyła najwięcej głosów powszechnych, ale to Barack Obama zdobył najwięcej głosów delegatów i wygrał prawybory, a później także wybory prezydenckie. W 2009 roku prezydent Barack Obama powołał ją na stanowisko sekretarza stanu Stanów Zjednoczonych. Clinton pełniła ten urząd do 2013 roku. W czasie Arabskiej Wiosny opowiadała się za interwencją militarną Stanów Zjednoczonych w Libii. Urząd opuściła wraz z zakończeniem I kadencji Baracka Obamy. W 2015 roku ogłosiła swoją kandydaturę na urząd prezydenta Stanów Zjednoczonych. Wygrała prawybory prezydenckie Partii Demokratycznej, zdobywając najwięcej głosów powszechnych i delegatów. Wygrała też głosowanie powszechne we właściwych wyborach prezydenckich, ale przegrała głosowanie w Kolegium Elektorów z Donaldem Trumpem. Był to piąty raz w historii USA kiedy zdarzyła się taka sytuacja.

## Życiorys

### Wczesne życie i edukacja (1947–1965)

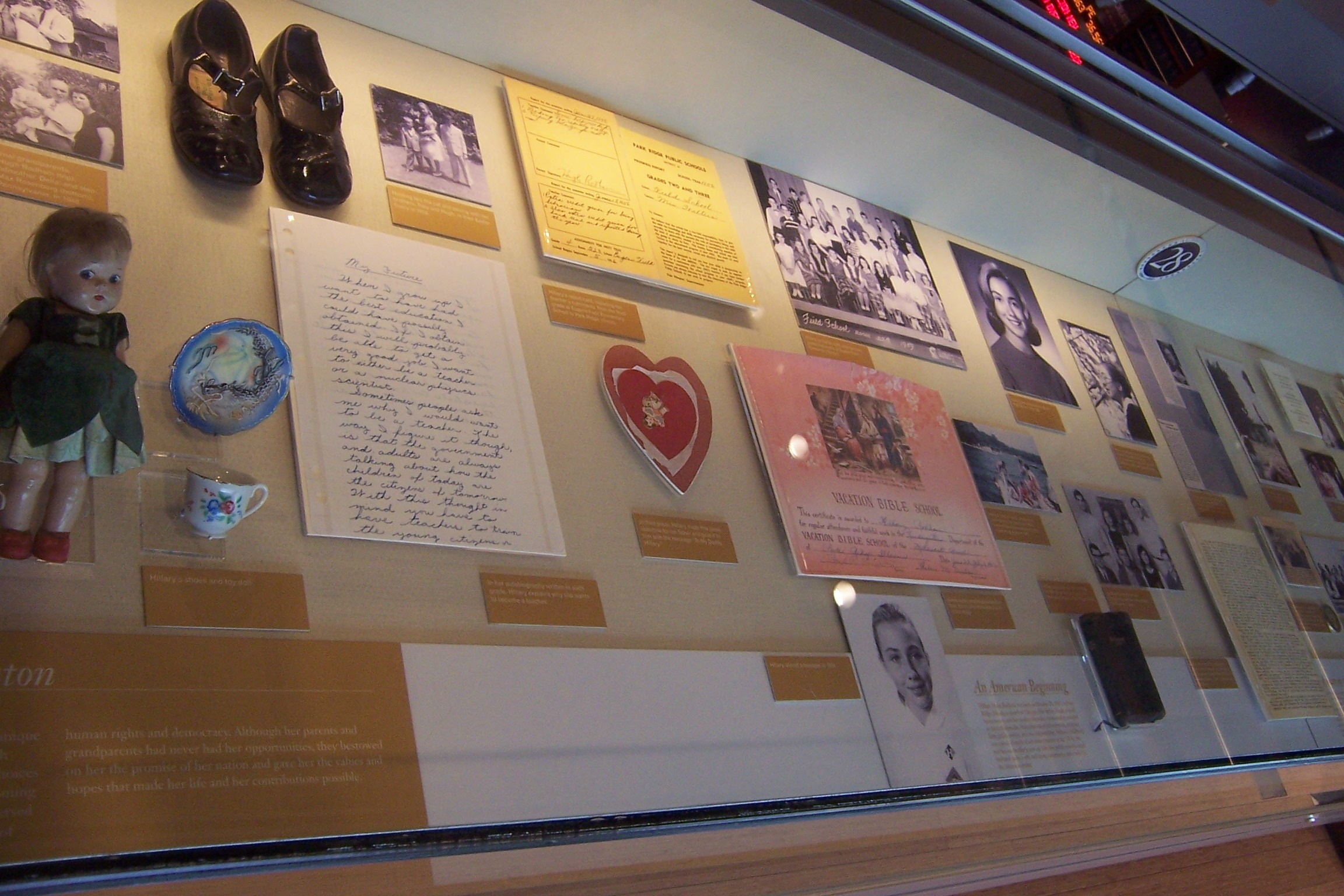
Pamiątki z wczesnego życia Hillary Clinton, wystawione w William J. Clinton Presidential Center and Park

Hillary Diane Rodham urodziła się 26 października 1947 roku w szpitalu w Edgewater, w Chicago, w stanie Illinois. Wychowywała się w konserwatywnej rodzinie należącej do Zjednoczonego Kościoła Metodystycznego. Najpierw rodzina Rodham mieszkała w Chicago, a potem w Park Ridge. Jej ojciec, Hugh Ellsworth Rodham (ur. 1911, zm. 1993), był pochodzenia walijskiego i angielskiego i zarządzał małym przedsiębiorstwem włókienniczym. Matka, Dorothy Emma Howell (ur. 1919, zm. 2011), była gospodynią domową pochodzenia angielskiego, szkockiego, francusko-kanadyjskiego i walijskiego. Hillary Clinton ma dwóch młodszych braci – Hugh i Tony'ego.
Jako dziecko uczęszczała do szkoły publicznej w Park Ridge i należała do Girl Scouts of the USA. Następnie uczęszczała do szkoły licealnej Maine East High School, a później do Maine South High School i została finalistką National Merit Finalist. Liceum ukończyła będąc w czołówce najlepszych uczniów w 1965 roku.
W wieku 13 lat, w 1960 roku, brała aktywny udział w kampanii wyborczej Richarda Nixona i udało jej się udowodnić fałszerstwo wyborcze wymierzone w kandydata Republikanów. W 1964 roku była wolontariuszką w kampanii prezydenckiej Barry’ego Goldwatera. Poglądy polityczne Rodham ukształtowały się pod wpływem jej nauczyciela historii z liceum – zagorzałego antykomunisty, który zaprezentował jej lekturę The Conscience of a Conservative Barry’ego Goldwatera. Drugą osobą, która miała wpływ na poglądy Rodham był metodystyczny duszpasterz i promotor sprawiedliwości społecznej, dzięki któremu poznała działacza na rzecz praw człowieka, Martina Luthera Kinga Juniora.

#### Wellesley College (1965–1969)
W 1965 roku Rodham dostała się na Wellesley College, gdzie studiowała politologię. Na pierwszym roku dołączyła do Partii Republikańskiej i była przewodniczącą swojego oddziału organizacji młodzieżowej w Wellesley – Wellesley Young Republicans. Już w 1966 roku identyfikowała się jako Republikanin Rockefellera. Popierała Johna Lindsaya w wyborach na burmistrza Nowego Jorku i Edwarda Brooke’a w wyborach do Senatu. Później poglądy Rodham zmieniły się pod wpływem wojny wietnamskiej i aktywności ruchu praw obywatelskich, więc ustąpiła ze swojej funkcji w republikańskiej młodzieżówce i w 1968 roku zaangażowała się w kampanię wyborczą demokraty Eugene’a McCarthy’ego.
W 1968 roku została wybrana na przewodniczącą samorządu studenckiego Wellesley College i pełniła tę funkcję do ukończenia studiów w 1969 roku. Po zamachu na Martina Luthera Kinga Juniora, Rodham zorganizowała dwudniowy strajk i przeciwstawiała się segregacji rasowej, starając się o rekrutację czarnoskórych studentów i wykładowców.
Aby pomóc Rodham zrozumieć zachodzącą w niej zmianę poglądów, profesor Alan Schechter przydzielił jej staż w kongresie w ramach programu Wellesley in Washington. Razem z kongresmenem Charlesem Goodellem miała pomóc Nelsonowi Rockefellerowi w prawyborczej kampanii prezydenckiej. Według relacji samej Hillary Clinton, w czasie konwencji krajowej Republikanów w Miami w 1968 roku poczuła rozczarowanie sposobem w jaki zwycięski kandydat, Richard Nixon, przedstawiał Rockefellera w swojej kampanii i ogólnie rasistowską atmosferą panującą w czasie całego wydarzenia. Tego samego roku opuściła Partię Republikańską.
W 1969 roku ukończyła studia politologiczne, uzyskując bakalaureat i wydziałowe wyróżnienie. Jej praca naukowa była krytyką taktyk radykalnego działacza społecznego Saula Alinsky’ego. Jej promotorem był profesor Alan H. Schechter. Lata później, gdy Hillary Clinton była pierwszą damą, dostęp do jej pracy naukowej został ograniczony na polecenie Białego Domu, co było przedmiotem wielu spekulacji. W czasie ceremonii rozdania dyplomów wygłosiła przemówienie, w którym podważyła rolę, jaką wówczas spełniały wielkie instytucje (wliczając w to uniwersytety) i skrytykowała obecnego na tym wydarzeniu senatora Edwarda Brooke’a. Swoim wystąpieniem spowodowała owację na stojąco trwającą 7 minut. Postać i idee Rodham wywołały wielkie zainteresowanie mediów. Poświęcony jej został między innymi artykuł w magazynie Life, talk-show Irva Kupcineta i artykuły w wielu gazetach lokalnych w Nowej Anglii i Illinois.
Latem 1969 roku, po ukończeniu studiów, Rodham podejmowała się różnych zajęć na Alasce. Myła naczynia w Parku Narodowym Denali i pracowała w fabryce konserw rybnych w Valdez. Została zwolniona z powodu zadawania zbyt wielu pytań o stan przetwarzanych ryb. Sama fabryka została zamknięta niedługo potem.

#### Yale Law School (1969–1974)
W 1969 r. Rodham rozpoczęła studia prawnicze na Yale Law School. Współtworzyła studencki kwartalnik Yale Review of Law and Social Action. Najbardziej interesowały ją prawa dziecka. Na drugim roku podjęła pracę jako asystentka na uniwersyteckim wydziale badań nad dziećmi, który zajmował się badaniami rozwoju mózgu w dzieciństwie. Została przydzielona do zespołu Ala Solnita, Joe Goldsteina i Anny Freud. W miejscowym szpitalu, Yale-New Haven Hospital, poznawała bezpośrednio sprawy dotyczące przemocy wobec dzieci i jako wolontariuszka udzielała darmowych porad prawnych dla ubogich. W uznaniu jej zasług otrzymała możliwość udziału w projekcie Washington Research Project Marian Wright Edelman. Została przydzielona do senackiej komisji Waltera Mondale’a zajmującej się pracownikami migrującymi. Z czasem Edelman stała się dla Rodham mentorem.
W 1971 roku zaczęła się umawiać z kolegą ze studiów na Uniwersytecie Yale, Billem Clintonem. Razem zamieszkali w Oakland, gdzie Rodham odbywała letni staż w firmie prawniczej Treuhaft, Walker and Burnstein. Para nadal mieszkała razem powróciwszy do New Haven, aby kontynuować studia. W 1973 roku oboje wspomagali kampanię wyborczą George’a McGoverna, kandydata Partii Demokratycznej na prezydenta Stanów Zjednoczonych.W 1973 roku Rodham ukończyła Yale Law School z tytułem zawodowym Juris Doctor (J.D.). Bill Clinton zabrał wtedy Hillary Rodham na jej pierwszą wycieczkę za ocean, do Anglii i oświadczył się jej na brzegu Ennerdale. Rodham odrzuciła zaręczyny, twierdząc, że potrzebuje czasu.
Rodham spędziła rok na studiach podyplomowych na Yale Child Study Center. Studiowała medycynę dziecka. Jej pierwszy artykuł naukowy Children Under the Law, został opublikowany w Harvard Educational Review – czasopiśmie edukacyjnym publikowanym przez Uniwersytet Harvarda. Artykuł określał dziecięcych obywateli jako osoby bezsilne i stawiał tezę, że dzieci nie powinny być uznawane za równie niekompetentne w momencie narodzin i w momencie wchodzenia w wiek dorosły. Sądy miałyby z góry zakładać kompetencję prawną i podważać ją wyłącznie w oparciu o dowód. Artykuł był wielokrotnie przywoływany przez powstający wówczas ruch obrony praw dziecka.
W czasie studiów podyplomowych Rodham pracowała jako adwokat w nowo powstałej fundacji Children’s Defense Fund, założonej przez Marian Wright Edelman.

### Małżeństwo i kariera prawnicza (1974–1978)

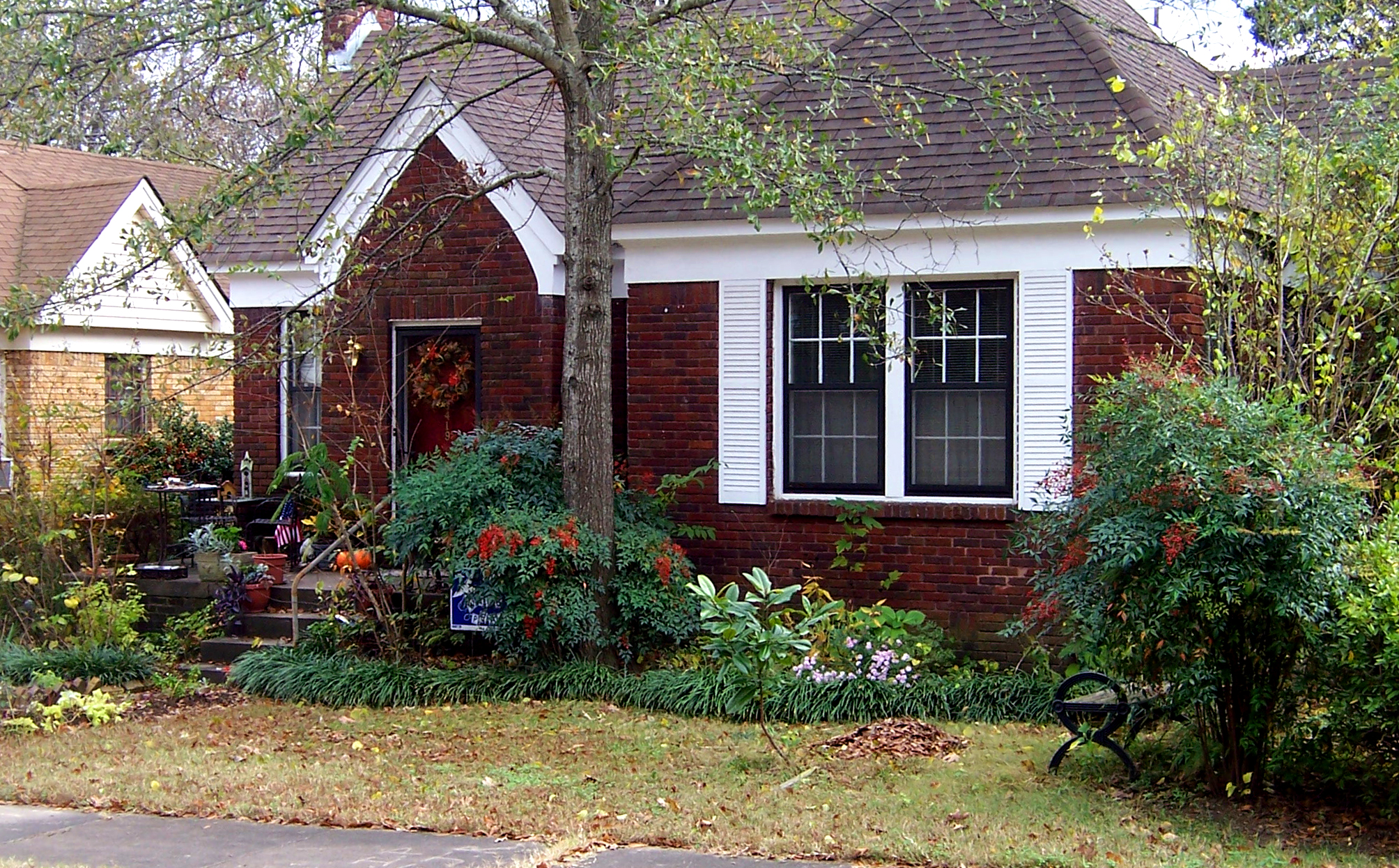
Dom w Little Rock, w którym mieszkali Clintonowie w latach 1977–1979, kiedy Bill był prokuratorem generalnym Arkansas

W 1974 roku była członkiem zespołu badającego aferę Watergate dla Komisji Sądownictwa Izby Reprezentantów. Prace komisji doprowadziły do ustąpienia Richarda Nixona ze stanowiska prezydenta Stanów Zjednoczonych.
Bez skutku próbowała zdać egzamin prawniczy w Dystrykcie Kolumbia. Udało jej się to dopiero później, w Arkansas.
W 1975 roku Bill Clinton kupił dom w Fayetteville, w stanie Arkansas i zaprosił Rodham do zamieszkania razem. Rodham przyjęła propozycję, a także w końcu przyjęła jego zaręczyny. Wzięli ślub 11 października 1975 roku. Rodham postanowiła zachować nazwisko panieńskie. Jak później tłumaczyła, chciała rozdzielić życie prywatne od zawodowego.
W 1976 roku została pracownikiem wydziału prawa (School of Law) na University of Arkansas w Fayetteville i prowadziła zajęcia z prawa karnego.
W listopadzie 1976 roku Bill Clinton został wybrany na urząd prokuratora generalnego Arkansas i para przeprowadziła się do Little Rock. Tam w lutym 1977 roku Rodham rozpoczęła pracę w firmie prawniczej Rose Law Firm. Specjalizowała się w prawie patentowym i prawie autorskim. Pracowała też pro publico bono jako adwokat dziecięcy.

### Pierwsza dama Arkansas (1978–1993)

Gubernator Bill Clinton z żoną Hillary Rodham oraz prezydent Ronald Reagan z żoną Nancy Reagan w drodze na kolację na cześć gubernatorów

W listopadzie 1978 roku Bill Clinton został wybrany na urząd gubernatora Arkansas. W styczniu 1979 roku objął urząd, a Rodham została pierwszą damą. W tym samym roku gubernator powierzył pierwszej damie także stanowisko przewodniczącej komitetu doradczego do spraw medycyny wiejskiej (en. Rural Health Advisory Committee). Dzięki nowej polityce budżetowej Arkansas udało się ustanowić placówki medyczne w najbiedniejszych rejonach bez obniżania wynagrodzeń lekarzy.
Chcąc zwiększyć dochody swojej rodziny Rodham zainwestowała w 1978 roku w futures przemysłu związanego z hodowlą bydła. Jej inwestycja w wysokości 1000$ zaowocowała zyskiem 100 000$ po 10 miesiącach. W tym samym czasie dokonała z mężem niefortunnej inwestycji w ziemię w celu budowy domków wypoczynkowych i razem z Jimem i Susan McDougal założyli spółkę Whitewater Development Corporation. Obie inwestycje stały się później przedmiotem kontrowersji w latach 90. W 1979 r. Rodham została pełnym partnerem Rose Law Firm. Aż do 1992 roku, kiedy Bill Clinton został prezydentem, pensja Rodham była wyższa od pensji jej męża
27 lutego 1980 roku Rodham urodziła córkę Chelsea.
W 1980 roku Bill Clinton stracił urząd gubernatora, a Hillary Rodham pozycję pierwszej damy Arkansas po przegranych wyborach. Nowym gubernatorem został Frank D. White. Bill Clinton postanowił odzyskać urząd dwa lata później. W czasie wyborów w 1982 roku Hillary Rodham zaczęła używać nazwiska swojego męża lub mówiła o sobie Pani Bill Clinton, aby złagodzić obawy bardziej konserwatywnych wyborców. Wzięła też urlop w Rose Law, poświęcając się kampanii wyborczej swojego męża. Ostatecznie na urząd gubernatora ponownie został wybrany Bill Clinton, a Hillary ponownie została pierwszą damą. Oboje pełnili te urzędy do 1992 roku, kiedy Bill Clinton został wybrany na urząd prezydenta Stanów Zjednoczonych. Od 1982 roku pierwsza dama już na stałe zmieniła swoje pełne imię i nazwisko na Hillary Rodham Clinton.
W 1983 roku Hillary Clinton została przewodniczącą Komitetu Standardów Edukacyjnych Arkansas. Jej zadaniem była reforma systemu edukacji publicznej. Pod jej przewodnictwem komitet zarekomendował obniżenie wieku obowiązku szkolnego, wprowadzenie nieobowiązkowych kursów z matematyki i nauk ścisłych we wszystkich liceach oraz zmniejszenie rozmiaru klas. Propozycje spotkały się z dezaprobatą Związku Zawodowego Nauczycieli, z którym Hillary Clinton osobiście prowadziła negocjacje aż do wprowadzenia projektów ustaw w życie. W celu pokrycia kosztów reform podniesiono podatek od sprzedaży.
Została kobietą roku gazety Arkansas Democrat-Gazette w 1983 roku.
W 1985 roku wprowadziła do Arkansas międzynarodowy program Home Instruction Program for Preschool Youth, zajmujący się pomocą i rozwojem w edukacji przedszkolnej, stawiający nacisk na redukcję analfabetyzmu w młodym wieku.
Od 1982 do 1988 r. Clinton była członkiem rady nadzorczej (a czasem jej przewodniczącą) New World Foundation, fundacji non-profit wspierającej organizacje na rzecz demokracji i praw człowieka.
W latach 1987–1991 była przewodniczącą Naczelnej Rady Adwokackiej na rzecz kobiet w zawodzie, zajmującej się walką z uzależnianiem wynagrodzeń i warunków zawodowych od płci pracownika, a nie jego kwalifikacji. Czasopismo prawnicze The National Law Journal dwukrotnie wymieniło Hillary Clinton wśród 100 najbardziej wpływowych adwokatów w Ameryce: w 1988 i 1991 roku.
W 1990 roku Clintonowie rozważali kandydaturę Hillary na stanowisko gubernatora Arkansas zamiast Billa. Jednak według obserwacji samej zainteresowanej, opinia publiczna zdawała się temu nieprzychylna, więc ostatecznie to Bill Clinton wystartował po raz ostatni w wyborach gubernatorskich i został wybrany na swoją, jak się później okazało, ostatnią kadencję.
W latach 1986–1992 była przewodniczącą Fundacji Obrony Dzieci, a w latach 1988–1992 była członkiem działu prawnego Szpitala Dziecięcego Arkansas. Poza organizacjami non-profit była także członkiem zarządów takich przedsiębiorstw jak: TCBY (1985–1992), Walmart (1986–1992) i Lafarge (1990–1992). TCBY i Walmart były przedsiębiorstwami mającymi swoje siedziby w Arkansas i klientami Rose Law. Będąc w zarządzie Walmart z sukcesem postulowała wprowadzenie bardziej przyjaznych środowisku praktyk. Krytykowała też słynne praktyki antyzwiązkowe firmy, ale doprowadziło to do odsunięcia jej na dalszy plan.

#### Kampania prezydencka Billa Clintona w 1992

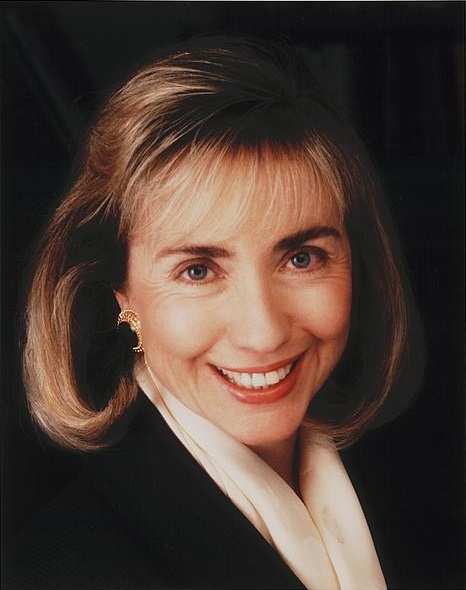
Hillary Clinton w 1992 roku

W 1992 roku Bill Clinton wystartował w wyborach prezydenckich. Jeszcze przed pierwszym głosowaniem w prawyborach wiele mediów zarzucało mu pozamałżeński romans z piosenkarką Gennifer Flowers, często występującą na salonach. Małżeństwo Clintonów wystąpiło w programie 60 Minutes, gdzie Bill zaprzeczył romansowi, choć przyznał, że czasem faktycznie szkodził swojemu małżeństwu. Było to pierwsze wystąpienie Hillary Clinton w telewizji ogólnokrajowej.
W tym samym wywiadzie, w 60 minutes, Hillary Clinton powiedziała, że nie jest małą kobietą stojącą przy swoim mężczyźnie, jak Tammy Wynette. Parodiowała przy tym południowoamerykański akcent. W ten sposób nawiązała także do piosenki Wynette, zatytułowanej Stand by Your Man. Słowa te spotkały się z negatywną reakcją opinii publicznej jako, zdaniem wielu, poniżające gospodynie domowe. Sama Wynette napisała do Clinton, że ma jej za złe tę wypowiedź i że Clinton prawdopodobnie obraziła wszystkich fanów muzyki country, którzy muszą radzić sobie sami, bez kogoś kto zabierze ich do Białego Domu. Ostatecznie Clinton przeprosiła za swoją wypowiedź i poprosiła Wynette, żeby zaśpiewała na jej zbiórce pieniędzy. Wynette zgodziła się.

W trakcie kampanii Clinton wielokrotnie podkreślała swoje niestereotypowe podejście do życia. 26 marca 1992 roku w programie Nightline w stacji ABC wypowiedziała słynne słowa: 

You know, I suppose I could have stayed home and baked cookies and had teas, but what I decided to do was to fulfill my profession, which I entered before my husband was in public life

co można przetłumaczyć jako:

Wiesz, mogłabym siedzieć w domu, piec ciasteczka i popijać herbatę, ale postanowiłam wykonywać swój zawód, co rozpoczęłam jeszcze zanim mój mąż rozpoczął życie publiczne

W sierpniu 1992 roku gazeta The American Spectator nazwała Hillary Clinton Lady Macbeth z Little Rock. To określenie było wielokrotnie powtarzane w konserwatywnej prasie i pojawiło się w przynajmniej jeszcze 20 innych gazetach.
Sam Bill Clinton odnosząc się do kompetencji swojej żony powiedział, że głos na niego to dwa w cenie jednego.

### Pierwsza dama Stanów Zjednoczonych (1993–2001)

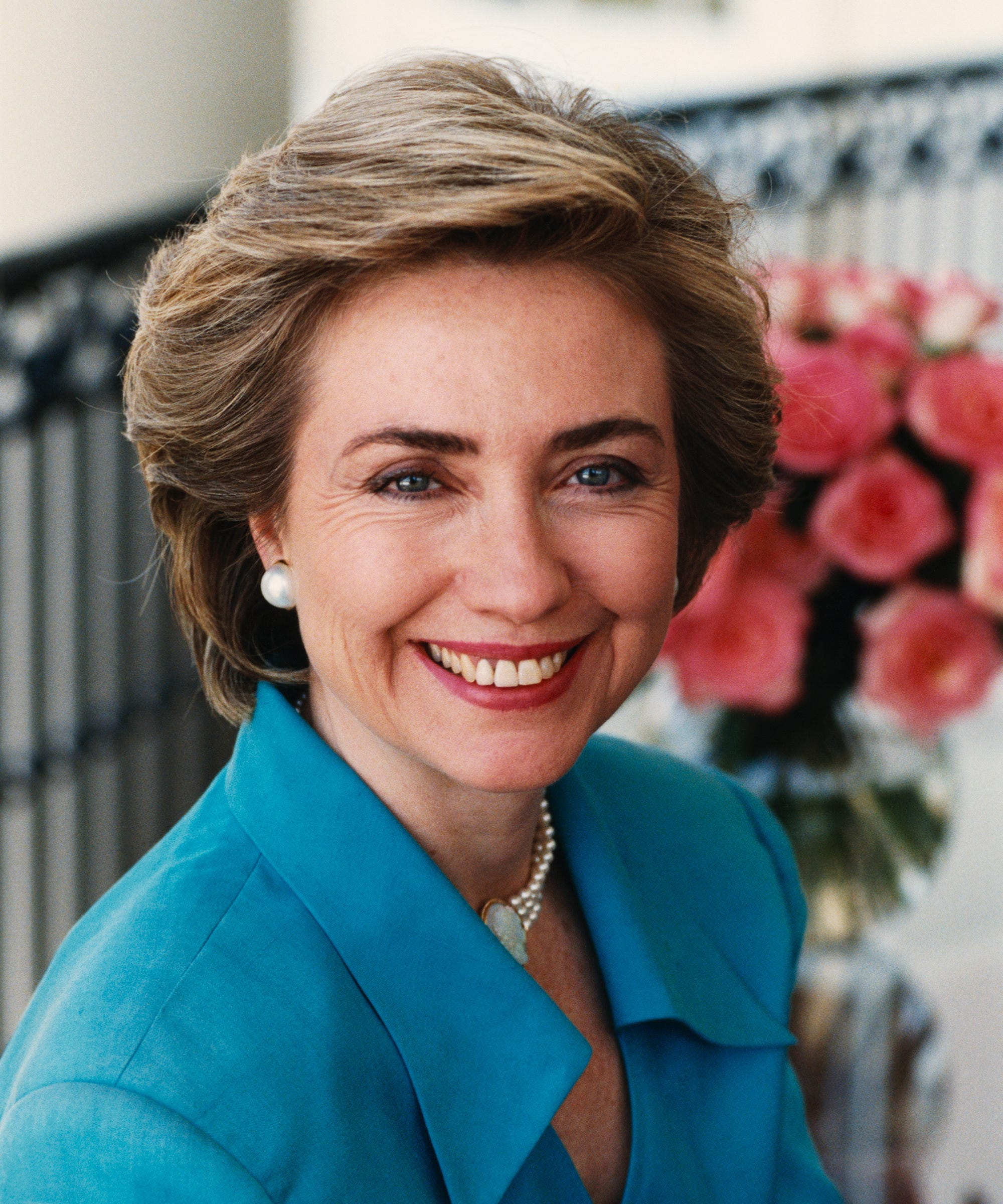
Pierwsza dama Stanów Zjednoczonych Hillary Rodham Clinton

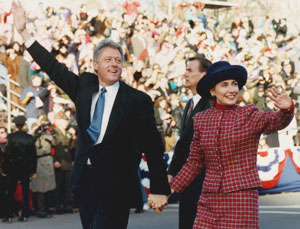
Hillary Clinton i Bill Clinton na paradzie inauguracyjnej w 1993 roku

Gdy w styczniu 1993 roku Bill Clinton objął urząd prezydenta, Hillary Clinton została pierwszą damą Stanów Zjednoczonych. Była pierwszą pierwszą damą, która miała ukończone studia podyplomowe i pierwszą damą, która była aktywna zawodowo w chwili obejmowania stanowiska.
Była bardzo aktywna w życiu publicznym, nierzadko wypowiadając się na tematy polityczne. Pełniła funkcje doradcze i reprezentacyjne – często przedstawiała stanowisko Białego Domu w mediach i kongresie. Było to wówczas bardzo nietypowe zajęcie dla pierwszej damy. Hillary Clinton jest uważana za jedną z najbardziej wpływowych pierwszych dam w historii USA.
W 1993 roku prezydent mianował pierwszą damę przewodniczącą grupy zawodowej do spraw reformy służby zdrowia. Głównym założeniem reformy było zobowiązanie pracodawców do pokrycia składek ubezpieczenia zdrowotnego pracowników. Powszechnie przygotowywana ustawa była potocznie nazywana Hillarycare od imienia głównej reformatorki, głównie przez jej przeciwników. Nie udało się jednak do niej przekonać ani Izby Reprezentantów, ani Senatu, choć w obu izbach większość miała Partia Demokratyczna. 26 września 1993 przywódca większości w Senacie, George J. Mitchell, ogłosił, że reforma służby zdrowia nie będzie dyskutowana w Kongresie do końca kadencji.
W czasie kampanii do wyborów parlamentarnych w 1994 roku Partia Republikańska uczyniła plan reformy służby zdrowia Clinton jednym z głównych punktów odniesienia. Ostatecznie Republikanie zdobyli w tych wyborach większość i w Izbie Reprezentantów i Senacie. Wielu analityków uważa przeciwstawienie się reformie Clinton za jedną z głównych przyczyn zwycięstwa Republikanów, zwłaszcza wśród wyborców nieutożsamiających się z żadną partią. Przeciwnicy powszechności służby zdrowia często stosowali określenie Hillarycare także wobec podobnych planów reform w przyszłości.

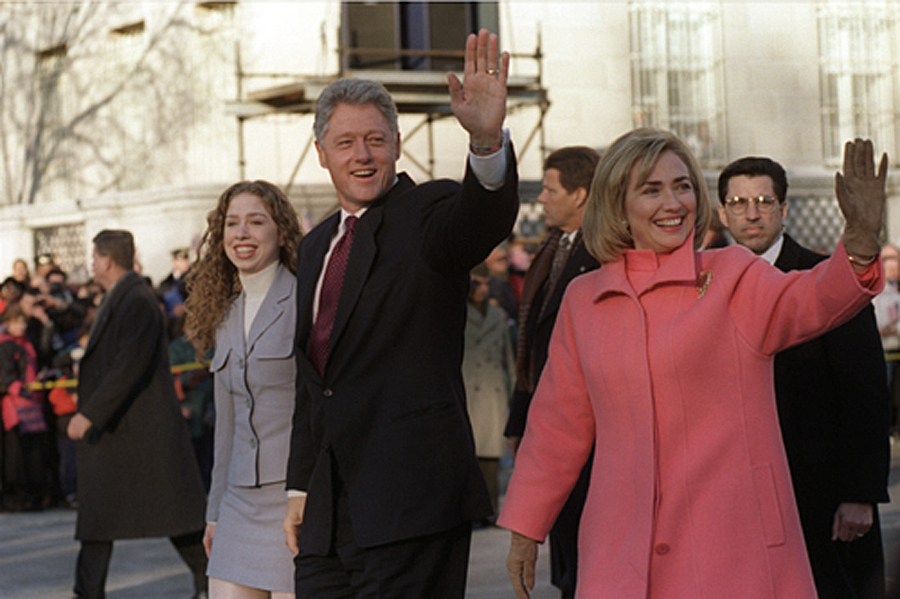
Hillary i Bill Clintonowie z córką na paradzie inauguracyjnej w 1997 roku

Razem z senatorami Tedem Kennedym i Orrinem Hatchem przygotowała w 1997 roku reformę państwowych ubezpieczeń zdrowotnych dla dzieci, która miała zapewnić im państwowe wsparcie, jeśli ubezpieczenie rodzica nie pokrywałoby kosztów leczenia dziecka. Był to dziesięcioletni program, który udało się przegłosować w zdominowanym przez Republikanów kongresie. Z powodzeniem lobbowała na rzecz zwiększenia badań National Institutes of Health nad rakiem gruczołu krokowego i astmą dziecięcą, a także przygotowywała sprawozdania z raportów nad chorobą, która dotykała weteranów I wojny w Zatoce Perskiej, szerzej znanej jako syndrom wojny w Zatoce Perskiej.
Wraz z prokurator generalną Janet Reno, Clinton utworzyła urząd do spraw przemocy wobec kobiet przy Departamencie Sprawiedliwości.
Jest współtwórcą ustawy o bezpieczeństwie rodziny z 1997 roku, którą uważa za swoje największe osiągnięcie jako pierwszej damy, oraz ustawy z 1999 roku zwiększającej pomoc federalną dla wchodzących w wiek dorosły nastolatków z rodzin zastępczych.
Jako pierwsza dama Clinton prowadziła wiele konferencji prasowych Białego Domu. Między innymi konferencję prasową z 23 października 1997 roku dotycząca opieki nad dziećmi, konferencję z 17 kwietnia 1997 roku dotyczącą wczesnej nauki i rozwoju dzieci oraz konferencję z 26 kwietnia 2000 roku dotyczącą dzieci i młodzieży.
Clinton często reprezentowała Biały Dom w misjach dyplomatycznych niejednokrotnie bez swojego męża. Odwiedziła 79 krajów w tym czasie, bijąc tym samym należący do Pat Nixon rekord największej liczby odwiedzonych krajów przez pierwszą damę.

Hillary Clinton wygłasza swoją słynną przemowę w Pekinie w 1995 roku

We wrześniu 1995 roku, w czasie IV Światowego Kongresu ds. Kobiet w Pekinie wygłosiła znamienne przemówienie na temat łamania praw człowieka w Chińskiej Republice Ludowej i w pozostałych częściach świata. Wysłuchali jej delegaci z ponad 180 krajów. Clinton stwierdziła, że nieakceptowalne jest rozdzielanie kwestii praw kobiet i kwestii praw człowieka. Wypowiedziała wtedy słynne słowa: 

If there is one message that echoes forth from this conference, let it be that human rights are women’s rights and women’s rights are human rights, once and for all

co w gazecie Rzeczpospolita zostało przetłumaczone jako: 

Jeśli jest jakieś jedno płynące z tej konferencji przesłanie, to brzmi ono, że prawa człowieka to prawa kobiet, a prawa kobiet to prawa człowieka.

Pochodzący z tej wypowiedzi cytat Prawa kobiet to prawa człowieka stały się symboliczne dla ruchów na rzecz praw kobiet i były często cytowane przez następne lata.
W 2000 założyła Vital Voices Global Partnership – międzynarodową organizację pozarządową, której celem jest współpraca z liderkami politycznymi w zakresie równouprawnienia ekonomicznego i politycznego kobiet oraz praw człowieka. Obok Clinton fundatorkami Vital Voices były Madeleine Albright, Melanne Verveer, Theresa Loar, Donna McLarty, Alyse Nelson i Mary Daley Yerrick.

#### Afera Whitewater
Sprawa działalności biznesowej Billa Clintona i Hillary Rodham, w czasie gdy Clinton był gubernatorem, wzbudzała kontrowersje od czasu opublikowania artykułu na ten temat w New York Times w 1992 roku.
Sprawa dotyczyła domniemanych przestępstw finansowych Billa i Hillary Clinton związanych z Whitewater Development Corporation. Byli posądzani między innymi o zaciąganie nielegalnych pożyczek, niszczenie dokumentów i kumoterstwo. Spekulowano nawet o romansie Rodham z jej podejrzanym o udział w aferze współpracownikiem, Vince’m Fosterem. Foster popełnił samobójstwo w 1993 roku.
W styczniu 1996 r. Hillary wezwano na przesłuchanie. Stanęła przed sądem badającym sprawę Whitewater pod kierunkiem specjalnego prokuratora Kennetha Starra. Pierwsza Dama zeznawała przez cztery godziny. Nigdy jednak nie przedstawiono jej formalnych zarzutów.
Hillary Clinton była jedyną pierwszą damą w historii Stanów Zjednoczonych, która otrzymała wezwanie sądowe.

#### Afera Clinton-Lewinsky
W 1998 związek Clintonów był przedmiotem wielu spekulacji kiedy śledztwo wykazało, że prezydent Bill Clinton miał romans z Moniką Lewinsky, stażystką w Białym Domu. 26 stycznia 1998 roku Bill Clinton zapewnił na konferencji prasowej, że nie miał żadnych relacji seksualnych ze stażystką. Wydarzenia związane z domniemaną wówczas zdradą małżeńską doprowadziły do rozpoczęcia procedury impeachmentu wobec Billa Clintona w Izbie Reprezentantów. Hillary Clinton broniła męża i nazywała doniesienia o zdradzie wielkim prawicowym spiskiem. Kiedy jej mąż przyznał się publicznie do zdrady, na długo przestała wypowiadać się publicznie.
W sierpniu 1998 roku rzecznik prasowy Hillary Clinton, Marsha Berry, ogłosiła, że pierwszej damie ciężko jest znieść doniesienia o zdradzie, ale nadal kocha swojego męża i córkę. Wierzy, że jej małżeństwo przetrwa i potrzebuje tylko więcej czasu z rodziną.
Jednak z późniejszych doniesień personelu Białego Domu i samej Hillary Clinton wynika, że w rzeczywistości zauważalne było wyraźne napięcie pomiędzy prezydentem a pierwszą damą. Rzadziej ze sobą rozmawiali, rzadziej pokazywali się razem, a nawet rozważali rozwód. Ostatecznie jednak zdecydowali się na terapię małżeńską. Niektórzy byli pracownicy Białego Domu twierdzili, że Hillary Clinton wiedziała o zdradzie od bardzo dawna i bardziej poruszyło ją upublicznienie afery.

#### Wybory do Senatu w 2000 roku
W październiku 1998 roku pełniący swój urząd przez 34 lata senator Pat Moynihan ogłosił, że przechodzi na emeryturę. Wielu wpływowych działaczy Partii Demokratycznej nalegało, aby to Hillary Clinton zajęła jego miejsce i wystartowała w wyborach do Senatu w okręgu nowojorskim. Clinton zgodziła się i razem z mężem kupiła dom w Chappaqua w stanie Nowy Jork we wrześniu 1999 roku. To był pierwszy raz w historii, kiedy pierwsza dama Stanów Zjednoczonych kandydowała na jakikolwiek urząd. Jej głównym przeciwnikiem był Rick Lazio, reprezentant Nowego Jorku w Izbie Reprezentantów.
Krytyka Hillary Clinton w czasie kampanii wyborczej skupiała się głównie na zarzucaniu jej wypromowania siebie na sukcesie męża i braku jakichkolwiek wcześniejszych powiązań z Nowym Jorkiem.
Clinton obiecała skupić się na poprawie sytuacji gospodarczej stanu i przyczynieniu się do powstania 200 tysięcy miejsc pracy. Jej plan przewidywał ulgi podatkowe za tworzenie nowych miejsc pracy i wspieranie różnych inwestycji biznesowych z naciskiem na nowe technologie. Nawoływała do obniżenia podatku od czesnego i długoterminowej opieki zdrowotnej.
Clinton wygrała wybory powszechne 7 października 2000 roku. Zagłosowało na nią 55% wyborców. Została tym samym pierwszą kobietą senatorem ze stanu Nowy Jork.

### Senator Stanów Zjednoczonych (2001–2009)

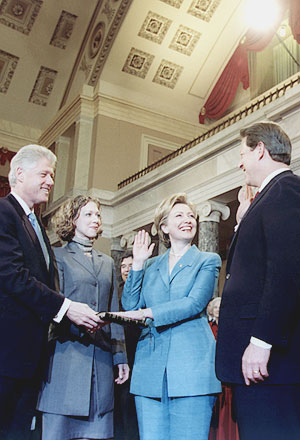
Zaprzysiężenie Hillary Clinton na senatora 3 stycznia 2001 roku w obecności wiceprezydenta Ala Gore’a, swojego męża i córki Chelsea

Hillary Clinton została zaprzysiężona 3 stycznia 2001 roku i tym samym stała się pierwszą i do dziś jedyną pierwszą damą, która została wybrana na jakikolwiek urząd publiczny. W tym samym miesiącu, 20 stycznia 2001 roku skończyła się druga i ostatnia kadencja prezydenta Billa Clintona, a tym samym Hillary Clinton przestała być pierwszą damą.
Należała do sześciu komisji:
- Komisja Senacka ds. Budżetu (2001–2002)
- Komisja Senacka ds. Sił Zbrojnych (2003–2009)
- Komisja Senacka ds. Środowiska i Robót Publicznych (2001–2009)
- Komisja Senacka ds. Zdrowia, Edukacji, Pracy i Emerytur (2001–2009)
- Senacka Komisja Specjalna ds. Seniorów (2001–2009)
- Komisja ds. Bezpieczeństwa i Współpracy w Europie (2001–2009)

Po zamachach z 11 września 2001 roku Clinton we współpracy z senatorem Charlesem Schumerem zorganizowała zbiórkę pieniędzy na działania naprawcze w Nowym Jorku. Udało im się zebrać 21 mld dolarów na ponowne zagospodarowanie obszarów, gdzie wcześniej znajdowało się World Trade Center.
W październiku 2001 roku poparła USA Patriot Act. Później, w 2005 roku zagłosowała za przedłużeniem ważności tej ustawy. Wyrażała niepokój związany z tym, że może on umożliwić rządowi naruszanie wolności osobistej obywateli, ale stwierdziła, że bezpieczeństwo było w tamtym okresie ważniejsze.

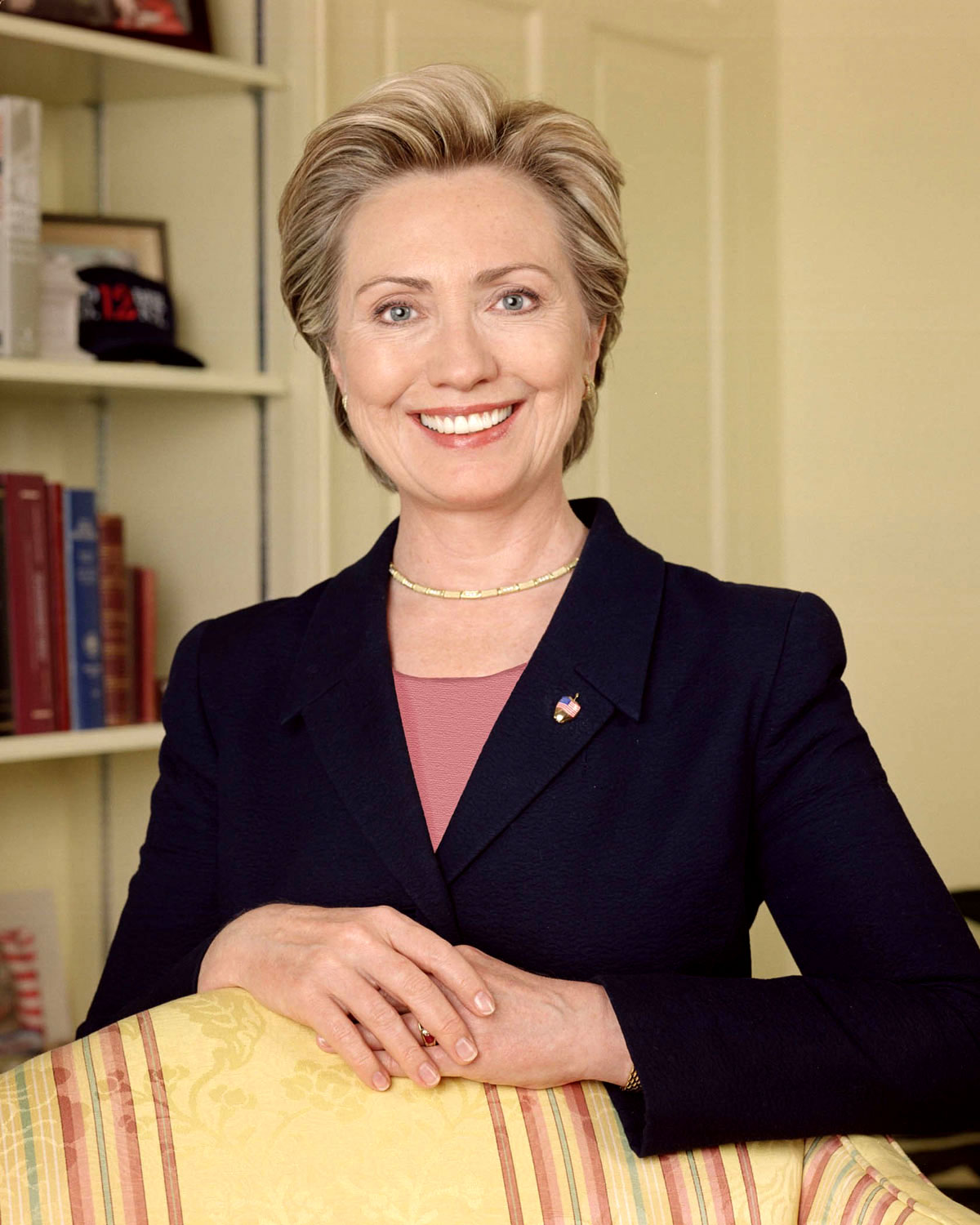
Oficjalna fotografia portretowa ze stron Senatu, z 2005 roku

Była zwolenniczką interwencji militarnej Stanów Zjednoczonych w Afganistanie. Jej zdaniem, była to szansa na walkę z terroryzmem i łamaniem praw człowieka w Afganistanie. Szczególnie dostrzegała w tym szansę na poprawę życia afgańskich kobiet, które jej zdaniem pod rządami Talibów cierpiały najbardziej. W październiku 2002 roku zagłosowała także za interwencją militarną w Iraku, co jednak w przyszłości nazywała błędem wynikającym z dezinformacji szerzonej przez gabinet Georga W. Busha. W czasie wojny osobiście odwiedzała amerykańskie obozy w Iraku i Afganistanie. Po odwiedzeniu Iraku w lutym 2005 roku oceniła tamtejszą sytuację jako dobrą – powstanie przeciwko władzy upadło, demokratyczne wybory zostały przeprowadzone bez zakłóceń, a wiele części kraju funkcjonuje dobrze. Po odwiedzeniu Afganistanu w lipcu 2005 roku zauważyła, że Stany Zjednoczone poniosły ogromne straty i wniosła o poszerzenie amerykańskiego kontyngentu o 80 tysięcy żołnierzy. W listopadzie 2005 roku przyznała, że choć błędem z jej strony było poparcie interwencji w Iraku, błędem byłoby też wycofanie się w najbliższym okresie.
Zagłosowała przeciwko dwóm ustawom George’a Busha, które obniżały podatki (EGTRRA i JGTRRA), przeciwko nominacji Johna Glovera Robertsa na stanowisko prezesa Sądu Najwyższego i przeciwko nominacji Samuela Alito do Sądu Najwyższego.
W 2005 roku wezwała Federalną Komisję Handlu do zbadania sprawy ukrytych scen seksu w grze Grand Theft Auto: San Andreas. Razem z Joe Liebermanem i Evanem Bayhem przygotowała Family Entertainment Protection Act. Ustawa miała wymuszać przestrzeganie ocen systemu Entertainment Software Rating Board w celu ochrony dzieci przed niewłaściwymi treściami, ale nigdy nie weszła w życie. Została skierowana do senackiej komisji ds. handlu, nauki i transportu, a potem jej ważność wniosku wygasła wraz z kadencją Senatu.
W 2004 i 2005 roku zagłosowała przeciwko ustawie Federal Marriage Amendment, która definiowała małżeństwo jako związek pomiędzy kobietą a mężczyzną.
W 2006 roku Hillary Clinton ubiegała się o drugą kadencję i wygrała wybory 7 listopada 2006 roku, uzyskując 67% głosów w wyborach powszechnych i wygrywając w 58/62 jednostkach administracyjnych Nowego Jorku. Jej głównym kontrkandydatem był Republikanin John Spencer, były burmistrz Yonkers.
W II kadencji stosunek Hillary Clinton do obecności wojsk amerykańskich w Iraku zmienił się. Uważała, że najwyższy czas, żeby się wycofać. W 2007 roku zagłosowała przeciwko wnioskowi prezydenta, aby zwiększyć kontyngent w Iraku. Zagłosowała też za wycofaniem wojsk z Iraku, ale prezydent George W. Bush zawetował tę ustawę.

#### Kampania prezydencka w 2008 roku

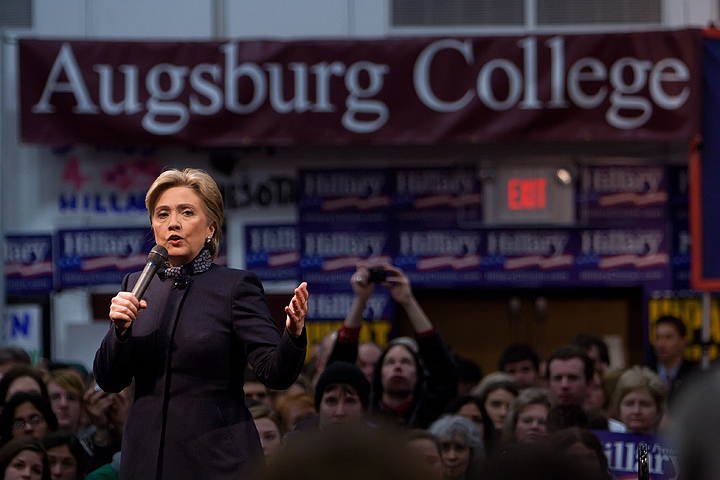
Hillary Clinton przemawia 3 lutego 2008 roku w Minneapolis w ramach swojej kampanii prezydenckiej

20 stycznia 2007 roku Hillary Clinton zapowiadała swoją kandydaturę do nominacji Partii Demokratycznej w wyborach prezydenckich w 2008 roku. Do lutego 2008 roku prowadziła we wszystkich sondażach. Później prowadzenie przejął jej główny rywal i senator ze stanu Illinois, Barack Obama. Jednak to Clinton zebrała więcej datków na kampanię wyborczą.
Clinton opierała swoją kampanię na zapewnianiu o swoim doświadczeniu, natomiast głównym hasłem wyborczym Obamy była zmiana. Przeciwnicy Clinton często wypominali jej poparcie dla interwencji militarnej w Iraku, której Obama sprzeciwiał się od samego początku.
Obamie udało się uzyskać poparcie senatora Teda Kennedy’ego, o które Clinton zabiegała od dłuższego czasu. Clinton poparli między innymi Walter Mondale (były wiceprezydent w gabinecie Jimmy’ego Cartera) i generał Hugh Shelton (były przewodniczący Kolegium Połączonych Szefów Sztabów).
Hillary Clinton wygrała wybory powszechne, uzyskując najwięcej, 48,04%, wszystkich głosów. Jej główny rywal Barack Obama uzyskał 47,31% głosów. Jednak Obama wygrał w 33 stanach, a Clinton w 23. Tym samym Obama uzyskał więcej głosów delegatów i to on został nominowanym Partii Demokratycznej.
7 czerwca 2008 roku Hillary Clinton wycofała się z kampanii wyborczej i udzieliła swojego poparcia Barackowi Obamie, który ostatecznie wygrał prawybory i wybory prezydenckie.

### Sekretarz stanu Stanów Zjednoczonych (2009–2013)
W grudniu 2008 roku zostało zapowiedziane, że Hillary Clinton obejmie urząd sekretarza stanu Stanów Zjednoczonych. Urząd objęła 21 stycznia 2009 roku, tym samym rezygnując z funkcji senatora.
Clinton zwiększyła wykorzystywanie mediów społecznościowych w Departamencie Stanu, informując społeczeństwo o bieżących sprawach za pośrednictwem Facebooka i Twittera.
Odwiedziła 112 krajów w trakcie pełnienia urzędu, najwięcej spośród wszystkich sekretarzy stanu. Podróżowała do wcześniej rzadko odwiedzanych przez sekretarzy krajów, takich jak Togo i Timor Wschodni. Jej zdaniem w epoce wirtualnej osobiste wizyty były ważniejsze, niż kiedykolwiek wcześniej.

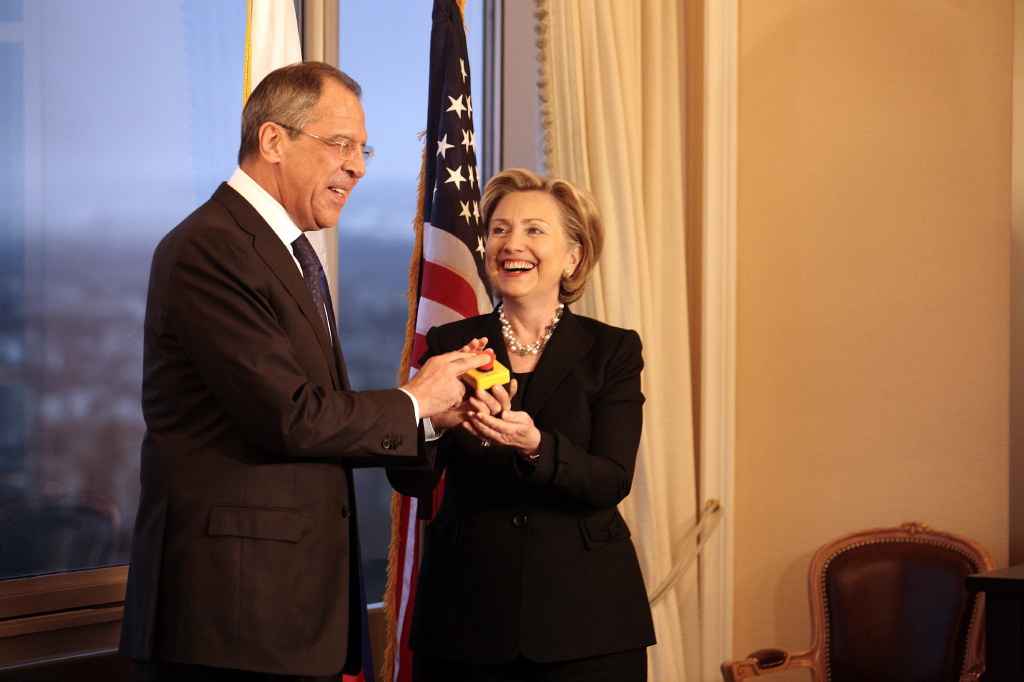
Sekretarz stanu Hillary Clinton i minister spraw zagranicznych Rosji Siergiej Ławrow przyciskają symboliczny guzik restartu na znak ocieplenia stosunków między Stanami Zjednoczonymi a Rosją

Tuż po przejęciu urzędu Clinton wykonała wiele telefonów do zagranicznych przywódców, informując ich o zmianie polityki zagranicznej Stanów Zjednoczonych, która jej zdaniem wymagała naprawy. Razem z ministrem spraw zagranicznych Rosji Siergiejem Ławrowem na znak chęci odbudowy relacji między oboma krajami, wcisnęli symboliczny guzik restartu. Nowa polityka wobec Rosji była powszechnie nazywana rosyjskim resetem. Z obserwacji New York Times wynika, że relacje były lepsze za prezydentury Dmitrija Miedwiediewa w Rosji, ale pogorszyły się, gdy do władzy powrócił Władimir Putin.
W 2009 roku prowadziła mediacje pomiędzy Turcją i Armenią, które miały podpisać pakt o otwartych granicach. Będąc w Zurychu rozwiązała na odległość powstały w ostatniej chwili spór, który prawie zakończył negocjacje niepowodzeniem.
Sprzeciwiała się irańskiemu programowi nuklearnemu i w związku z tym namawiała inne kraje do izolacji Iranu i nakładanie na niego sankcji. W tym samym czasie prowadziła negocjacje z Iranem, których zwieńczeniem było porozumienie nuklearne w 2015 roku, 2 lata po złożeniu przez Clinton urzędu.
W kwietniu 2011 roku znajdowała się w najbliższym kręgu doradców prezydenta wtajemniczonych w działania Stanów Zjednoczonych, mające na celu pochwycenie przywódcy terrorystów Osamę bin Ladena. Clinton zalecała nieskrępowane działania, twierdząc że powstrzymanie przywódcy terrorystów jest ważniejsze, niż ryzyko pogorszenia relacji z Pakistanem.
W początkowej fazie wojny domowej w Syrii Clinton i Obama nakłaniali prezydenta Syrii Baszszara al-Asada do zaprowadzenia demokratycznych reform. W późniejszym okresie namawiali go do ustąpienia. Clinton i dyrektor CIA David Petraeus przygotowali plan umocnienia syryjskiej opozycji poprzez uzbrajanie i trening wcześniej zweryfikowanych grup syryjskich rebeliantów. Jej propozycja została odrzucona przez Biały Dom z powodu niechęci angażowania się w konflikt i z obawy, że wśród rebeliantów mogą ukrywać się ekstremiści, którzy zaczną atakować inne cele.
15 grudnia asystenci Clinton poinformowali, że sekretarz stanu odwołała podróż zagraniczną z powodu grypy żołądkowej, którą zaraziła się w czasie podróży do Europy. Na kilka dni trafiła do szpitala po tym jak zemdlała z powodu odwodnienia i w efekcie doznała wstrząśnienia mózgu. Później, w szpitalu zdiagnozowano u niej zakrzepicę.
Clinton już w marcu 2012 roku poinformowała, że ustąpi ze stanowiska sekretarza stanu po zakończeniu pierwszej kadencji prezydenta Baracka Obamy niezależnie od wyników kolejnych wyborów prezydenckich. Złożyła urząd 1 lutego 2013 roku. Na stanowisku sekretarza stanu zastąpił ją demokrata John Kerry.

#### Reakcja na zamach w Bengazi
11 września 2012 ambasada USA w Libii, w Bengazi została zaatakowana. Zginął ambasador J. Christopher Stevens i trzech pracowników ambasady. Doniesienia i wyjaśnienia pracowników dyplomacji po atakach były różne i czasem sprzeczne ze sobą. 15 października Clinton wzięła na siebie odpowiedzialność za błędy w zabezpieczeniu ambasady i przyznała, że sprzeczne doniesienia były spowodowane mgłą wojny i ogólnym zamieszaniem po atakach.
19 grudnia 2012 Thomas R. Pickering i Michael Mullen przygotowali raport, który był krytyczny wobec Departamentu Stanu. Skrytykowano między innymi ignorowanie próśb o zwiększenie liczby pracowników ochrony, ulepszenie mechanizmów zabezpieczających i niedostosowanie procedur bezpieczeństwa do zmieniających się warunków w Libii. Clinton zaakceptowała wnioski z raportu i zapowiedziała wdrożenie jego zaleceń. Podjęła decyzję o zwolnieniu czterech urzędników Departamentu Stanu i podległych im pracowników.
Clinton stanęła przed Komisją Kongresową ds. Zagranicznych 23 stycznia 2013 roku i 22 października 2015 roku. Ponownie wzięła na siebie odpowiedzialność za to, co stało się w Bengazi, ale broniła się, mówiąc że nie brała bezpośredniego udziału w dyskusji na temat bezpieczeństwa konsulatu. Dodała, że nie docierały do niej wnioski o podwyższenie bezpieczeństwa ambasady, bo takimi wnioskami zajmują się eksperci ds. bezpieczeństwa w Departamencie Stanu, a nie sekretarz stanu. Zapewniła też, że po ataku w Bengazi podjęła natychmiastowe działania, by wzmocnić ochronę amerykańskich placówek.

#### Kontrowersje związane z e-mailami
W marcu 2015 roku inspektor generalny Departamentu Stanu ujawnił, że Hillary Clinton używała prywatnych kont email do przechowywania poufnych informacji. Krytycy Clinton zarzucali jej niedbalstwo i łamanie protokołów oraz procedur dyplomatycznych.
The New York Times informował, że około 2100 maili znajdujących się na prywatnej poczcie elektronicznej Clinton zostały uznane na mocy wstecznej jako poufne. Żaden z nich nie był oficjalnie poufny w momencie wysłania. 65 maili otrzymało status tajny, a 20 ściśle tajny, reszta miała status poufny.
Inspektor generalny Departamentu Stanu złożył do Kongresu pismo, w którym stwierdził, że choć żaden mail nie był poufny w chwili wysłania, to jednak niektóre zawierały informacje niejawne. 15 lipca 2015 roku zeznał, że przynajmniej jedna wiadomość była poufna w chwili wysłania i nigdy nie powinna się znaleźć na nierządowym serwerze.
Hillary Clinton twierdziła, że żadna z informacji znajdujących się na jej prywatnej poczcie nie była poufna. 2 lipca 2016 roku została przesłuchana przez FBI

### Fundacja Clintonów (2013–2016)

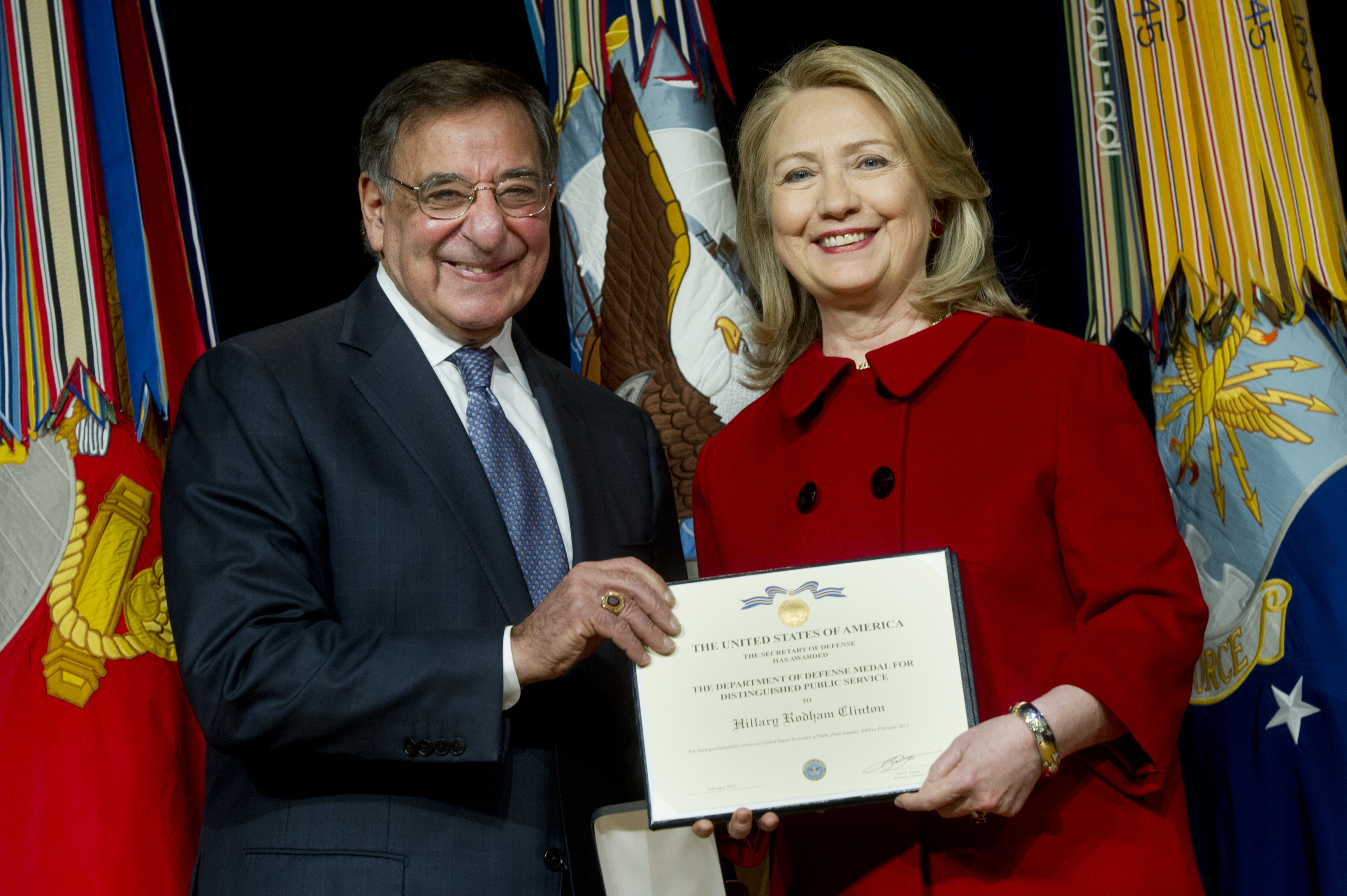
Sekretarz obrony Leon Panetta wręcza Hillary Clinton Medal Departamentu Obrony za Wybitną Służbę Publiczną

Po zakończeniu sprawowania urzędu sekretarza stanu 1 lutego 2013 roku, Hillary Clinton po raz pierwszy od 30 lat stała się osobą prywatną. Ona i jej córka Chelsea Clinton przyłączyły się do zarządu fundacji męża. Nazywająca się do tej pory fundacja William J. Clinton Foundation zmieniła nazwę na Bill, Hillary & Chelsea Clinton Foundation. Hillary Clinton skupiła się na wczesnym rozwoju dzieci i zachęcaniu młodych dziewczyn do zdobywania średniego wykształcenia na całym świecie. W akcji brała udział Julia Gillard, była premier Austalii.
Clinton prowadziła także projekt No Ceilings: The Full Participation Project we współpracy z fundacją Billa Gatesa i Melindy Gates, Bill & Melinda Gates Foundation. W ramach projektu zbierała informacje na temat postępów dokonanych w emancypacji kobiet na świecie od czasu konferencji pekińskiej. Postępy oceniła pozytywnie i napisała w raporcie, że nigdy w historii nie było lepszego okresu, aby urodzić się kobietą.
13 lutego 2013 roku Clinton otrzymała Medal Departamentu Obrony za Wybitną Służbę Publiczną – najwyższe odznaczenie Pentagonu.
Fundacja znowu zaczęła przyjmować datki z innych krajów, czego nie robiła w okresie kiedy Hillary Clinton była sekretarzem stanu. W kwietniu 2015 roku Clinton zrezygnowała z dalszego kierowania fundacją z powodu chęci wystartowania w wyborach prezydenckich. Jednocześnie fundacja ogłosiła, że będzie przyjmować nowe zagraniczne datki tylko od sześciu kolejnych krajów.

### Kampania prezydencka w 2016 roku

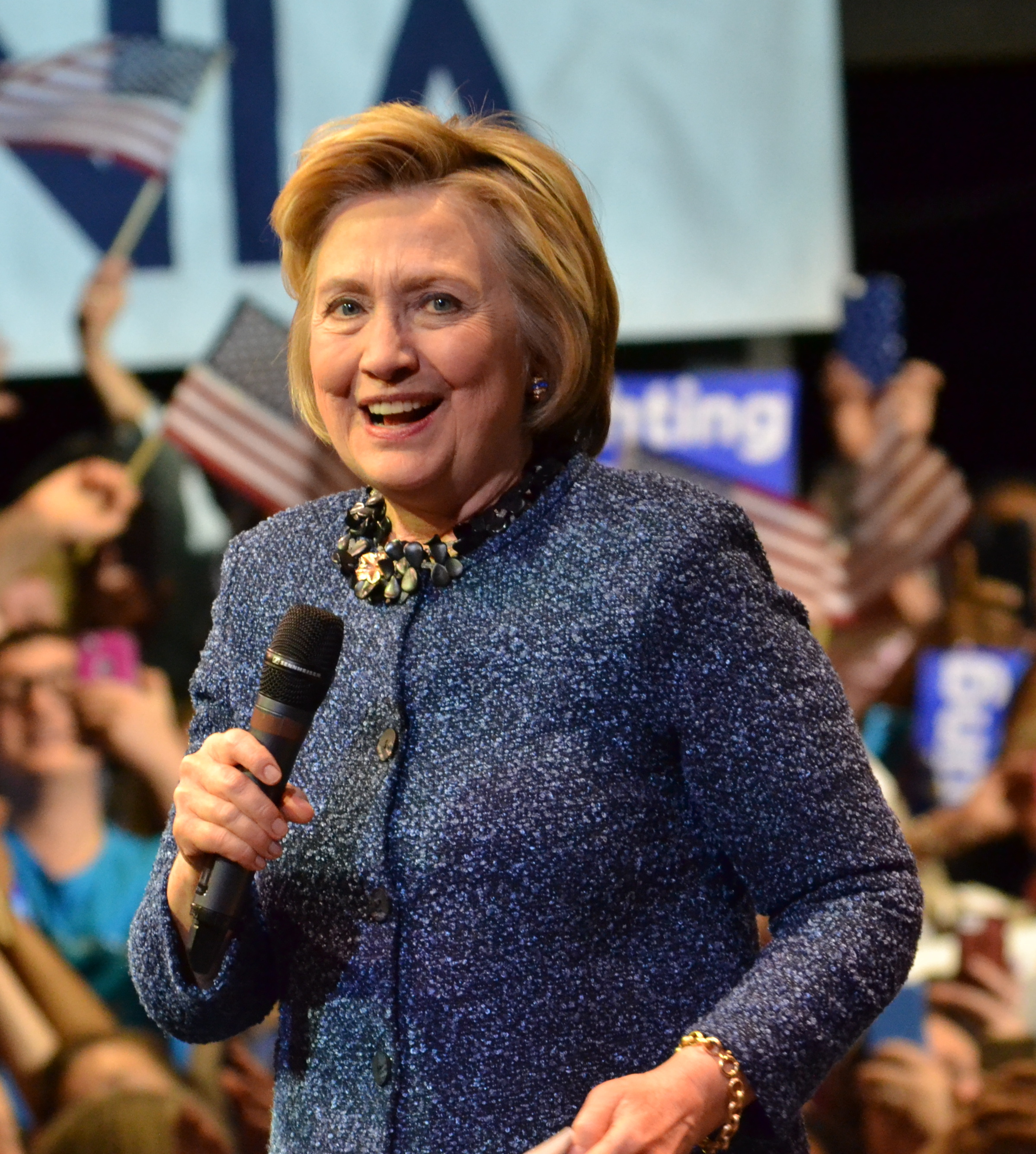
Hillary Clinton przemawia w Filadelfii w ramach kampanii prezydenckiej 20 kwietnia 2016 roku

Wyniki wyborów prezydenckich w 2016 roku. Stany, w których zwyciężyła Hillary Clinton mają kolor niebieski. Liczby pokazują ilu elektorów uzyskał zwycięzca w danym stanie.

12 kwietnia 2015 Hillary Clinton wyraziła chęć kandydowania w wyborach prezydenckich w 2016 roku. Jednak jej kampania zaczęła się jeszcze wcześniej dzięki niezależnym akcjom takim jak Ready for Hillary i Priorities USA Action. W swojej kampanii skupiła się na potrzebach klasy średniej. Zapowiedziała wysiłki na rzecz zwiększenia dochodów klasy średniej, wprowadzenia powszechnej edukacji przedszkolnej, obniżenie podatków od czesnego i udoskonalenie Patient Protection and Affordable Care Act.
Od lipca 2013 roku do sierpnia 2015 większość sondaży wskazywała, że w prawyborach Partii Demokratycznej ponad 50% wyborców było gotowych zagłosować na Hillary Clinton. W późniejszym okresie poparcie dla niej wahało się od około 40% do około 55%, ale nadal miała przewagę. Jej największym i jedynym kontrkandydatem, który występował na listach wyborczych we wszystkich stanach i nie wycofał się przed pierwszym głosowaniem, był Bernie Sanders – senator, były burmistrz Vermont i zadeklarowany socjalista.
Clinton od początku miała przytłaczającą przewagę w sondażach i w liczbie superdelegatów deklarujących poparcie dla niej. Ostatecznie uzyskała także poparcie 55,20% wyborców w wyborach powszechnych i poparcie 46,29% delegatów (na Berniego Sandersa głos oddało 38.76% delegatów, reszta oddała głos niewiążący). 26 lipca 2016 roku na konwencji krajowej Partii Demokratycznej w Filadelfii Hillary Clinton została oficjalnie nominowana jako kandydatka Partii Demokratycznej na prezydenta Stanów Zjednoczonych. Bernie Sanders także ją poparł i pod koniec głosowania poprosił prowadzącą obrady o zawieszenie reguł wyboru kandydata i nominowanie Hillary Clinton przez aklamację.

Logo kampanii wyborczej Hillary Clinton w 2016 roku

27 lipca 2016 roku konwencja krajowa wyznaczyła Tima Kaine’a, senatora i byłego gubernatora stanu Wirginia, na kandydata na stanowisko wiceprezydenta.
Głównym przeciwnikiem Hillary Clinton był kandydat i członek Partii Republikańskiej Donald Trump – miliarder i przedsiębiorca, który nigdy wcześniej nie pełnił żadnego stanowiska publicznego. W przeszłości Donald Trump należał do różnych partii politycznych, w tym do Partii Demokratycznej przed 1987 i w latach 2001–2009 oraz do Partii Republikańskiej w latach 1987–1999, 2009–2011 i od 2012.
Hillary Clinton zarzucała Trumpowi brak odpowiednich kompetencji, by być prezydentem USA. Jej zdaniem brakowało mu stabilności, siły i mądrości. Nazwała go zagrożeniem dla kraju, demokracji i gospodarki. Z kolei Trump określił Hillary Clinton mianem marionetki w rękach elit i wielkiego biznesu. Oskarżył ją o upokorzenie Stanów Zjednoczonych na arenie międzynarodowej. Powiedział też, że jej spuścizna to śmierć, zniszczenie, terroryzm i słabość.
W początkowej fazie kampanii prezydenckiej sondaże wskazywały dużą przewagę Hillary Clinton nad Donaldem Trumpem, wynoszącą nawet kilkanaście punktów procentowych. Z czasem jej przewaga się zmniejszyła, ale nadal prowadziła w znacznej większości sondaży, zarówno porównujących jej wynik do wyniku Trumpa, jak i tych uwzględniających kandydaturę Gary’ego Johnsona i Jill Stein.
9 listopada 2016 skończyła się kampania wyborcza i rozpoczęło się liczenie głosów. Gdy wyniki cząstkowe zaczęły wskazywać na zdecydowaną przewagę Trumpa nad Hillary Clinton, szef jej kampanii wyborczej, John Podesta, ogłosił na wiecu w Nowym Jorku, że kandydatka nie wygłosi mowy tego dnia i polecił zebranym aby rozeszli się do domów. Między godziną 2:00, a 3:00 czasu wschodniego przeliczono wystarczająco dużo głosów, aby stwierdzić, że Donald Trump pozyskał co najmniej 276 elektorów, a żeby zostać prezydentem potrzeba było przynajmniej 270. Clinton śledziła kampanię wyborczą ze swojego pokoju hotelowego. Stamtąd zadzwoniła do Trumpa aby pogratulować mu wyniku i uznać swoją przegraną. W swojej zwycięskiej przemowie Donald Trump potwierdził, że otrzymał telefon z gratulacjami. Sam pogratulował jej i jej rodzinie ciężkiej walki do samego końca oraz stwierdził, że Stany Zjednoczone mają wobec niej ogromny dług wdzięczności za jej zasługi dla kraju. Hillary Clinton wygłosiła swoje przemówienie dzień później. Przeprosiła za to, że nie udało jej się wygrać tych wyborów, uznała swoją przegraną i pogratulowała zwycięzcy Donaldowi Trumpowi. Wyraziła opinię, że te wybory świadczą o głębokim podziale w społeczeństwie amerykańskim.
Na Hillary Clinton zagłosowało 65 844 954 (48.04%) osób, najwięcej spośród wszystkich kandydatów i o 2 865 075 (2,09%) więcej, niż zdobył zwycięzca tych wyborów Donald Trump. Przegrała jednak głosowanie w Izbie Elektorów otrzymując 227 głosów, o 77 mniej, niż Trump. Dodatkowo pięcioro elektorów przypisanych do Clinton okazało się wiarołomnymi elektorami i zagłosowali oni na innego kandydata. Elektor David Mulinix oddał swój głos na Berniego Sandersa, Levi Guerra, Esther John i Bret Chiafalo na republikanina i byłego sekretarza stanu Colina Powella, a Robert Satiacum Jr. na działaczkę z plemienia Siuksów Faith Spotted Eagle. Hillary Clinton została piątą osobą w historii Stanów Zjednoczonych, która wygrała głosowanie powszechne w wyborach prezydenckich, ale przegrała głosami elektorskimi. Wcześniej byli to Andrew Jackson (1824, zwycięzca – John Quincy Adams), Samuel J. Tilden (1876, zwycięzca – Rutherford Hayes), Grover Cleveland (1888, zwycięzca – Benjamin Harrison) i Al Gore (2000, zwycięzca – George W. Bush).

#### Publiczne poparcie
Hillary Clinton była generalnie popierana przez Partię Demokratyczną. Wielu jej członków popierało ją publicznie, między innymi urzędujący prezydent Barack Obama i urzędujący wiceprezydent Joe Biden. Oprócz tego co najmniej 28 członków Partii Republikańskiej otwarcie wyraziło poparcie dla Hillary Clinton. Wśród nich byli to między innymi: Richard Armitage (były zastępca sekretarza stanu w gabinecie George’a W. Busha), Arne Carlson (były gubernator Minnesoty), Doug Elmets (były rzecznik prezydenta Ronalda Reagana), Charles Fried (były państwowy radca prawny USA z nominacji prezydenta Ronalda Reagana), Richard L. Hanna (kongresmen), Robert Kagan (doradca w kampanii prezydenckiej Johna McCaina i Mitta Romneya), Henry Paulson (były sekretarz skarbu), Larry Lee Pressler (kongresmen i senator).
Kandydaturę Clinton popierali także biznesmeni: Warren Buffett (dyrektor generalny Berkshire Hathaway), Tim Cook (dyrektor generalny Apple Inc.), Richard Garriott (producent gier komputerowych), David Karp (założyciel Tumblr), Jeffrey Katzenberg (dyrektor generalny DreamWorks), Chuck Robbins (dyrektor generalny Cisco Systems, republikanin), Meg Whitman (dyrektor generalny Hewlett-Packard, republikanin), Susan Wojcicki (dyrektor generalny YouTube). Popierali ją także pisarze i filmowcy: J.J. Abrams, James Cameron, Stephen King, George Lucas, Robert Rodriguez, Steven Spielberg oraz muzycy: 2 Chainz, 50 Cent, Christina Aguilera, Mariah Carey, Lady Gaga, Sia, Snoop Dogg.
Wśród przywódców zagranicznych faworyzujących Hillary Clinton w wyborach prezydenckich znaleźli się: François Hollande (prezydent Francji), Stefan Löfven (premier Szwecji), Matteo Renzi (premier Włoch), Nicola Sturgeon (premier Szkocji), Manuel Valls (premier Francji). Popierali ją także byli przywódcy: Silvio Berlusconi (były premier Włoch), Tony Blair (były premier Wielkiej Brytanii), Vicente Fox (były prezydent Meksyku), Nicolas Sarkozy (były prezydent Francji).

#### Relacje z Donaldem Trumpem
Kontrowersje budził fakt, że przed wyborami Clinton i jej główny rywal Donald Trump stwarzali wrażenie dobrych relacji między sobą. Szczerość ich rywalizacji została podana w wątpliwość między innymi w magazynie Commentary, w programie Today na NBC i w radiu NPR. Bloomberg zasugerowało nawet, że Trump może chcieć pomóc Clinton. Hillary Clinton i Donald Trump konkurując ze sobą wzajemnie podważali swoje kompetencje i przyrównywali kandydaturę swojego przeciwnika do niebezpieczeństwa.
W marcu 2012, kiedy Clinton ogłosiła rezygnację ze stanowiska sekretarza stanu w kolejnym roku, Donald Trump udzielił wywiadu dla Grety Van Susteren w Fox News Channel, gdzie pozytywnie ocenił działalność Clinton podkreślając jej pracowitość. Przyznał też, że osobiście zna ją i jej męża od wielu lat i bardzo ich lubi. Kiedy jednak w 2015 roku Trump prowadził już swoją kampanię wyborczą, nazwał Hillary Clinton najgorszym sekretarzem stanu w historii. Donald Trump komentował również wybory prezydenckie w Stanach Zjednoczonych w 2008 roku na swoim blogu. Stwierdził wówczas, że zna Clintonów osobiście i jego zdaniem Bill był świetnym prezydentem, a Hillary to mądra osoba i byłaby świetnym prezydentem lub wiceprezydentem. Przyznał też, że zna Hillary osobiście. Clintonowie byli gośćmi Donalda Trumpa na jego ślubie z Meliną Knavas w Mar-a-Lago i wspólnie pozowali do zdjęć, na których się uśmiechali i obejmowali.
W przeszłości Donald Trump był także donatorem fundacji Clintonów. W sumie przekazał ponad 100 tys. dolarów, a jego córka Ivanka ponad 5 tys. dolarów.
Sama Hillary Clinton stwierdziła, że choć faktycznie znała osobiście Trumpa, to nigdy się z nim nie przyjaźniła. Za to córka Clinton, Chelsea, deklarowała przyjaźń z córką Trumpa Ivanką.
Nagrane wypowiedzi Trumpa, w których komplementuje Hillary Clinton zostały wykorzystane w spotach wyborczych Teda Cruza (rywala Trumpa w prawyborach Republikanów), a także samej Hillary Clinton.

#### Wyciek maili Komitetu Krajowego Demokratów
W lipcu 2016 roku WikiLeaks ujawniła 20 tysięcy e-maili Komitetu Krajowego Partii Demokratycznej, z których wynikało, że w czasie prawyborów kluczowi członkowie komitetu potajemnie wspierali kandydaturę Hillary Clinton. Dyskutowali między innymi o tym jak niekorzystnie przedstawić Sandersa w mediach i wyeksponować fakt, że jest ateistą (choć sam Sanders twierdzi, że wierzy w Boga). Ujawnienie tych informacji doprowadziło do rezygnacji Debbie Wasserman Shultz ze stanowiska przewodniczącej komitetu krajowego partii.
Hillary Clinton oskarżyła rząd Rosji o zaaranżowanie ujawnienia maili, żeby wesprzeć kampanię prezydencką Donalda Trumpa. Ówczesny prezydent Stanów Zjednoczonych Barack Obama potwierdził możliwość potajemnego zaangażowania Rosji w wybory prezydenckie.
Minister spraw zagranicznych Rosji Siergiej Ławrow zaprzeczył, jakoby Rosja miała cokolwiek wspólnego z wyciekiem maili.
W październiku 2016 portal WikiLeaks ujawnił kolejne maile. W jednym z nich, wysłanym w czasie demokratycznych prawyborów, demokratka Donna Brazile poinformowała szefa kampanii wyborczej Clinton, Johna Podesty, że czasami dostaje z wyprzedzeniem pytania, które w debacie organizowanej przez CNN otrzymują Hillary Clinton i Bernie Sanders. Podała przykłady i zapowiedziała, że w późniejszym czasie przyśle więcej pytań. Wkrótce opublikowany został także mail, w którym Brazile zdradza sztabowi Clinton jedno z pytań i okoliczności w jakich ma ono zostać zadane. Pytanie rzeczywiście padło, a okoliczności się zgadzają. Brazile oskarżyła Rosję o zlecanie kradzieży maili. Stacja CNN ogłosiła, że nie wiedziała o wycieku i kończy współpracę z Brazile.

#### Kontrowersje wokół stanu zdrowia
11 września 2016 roku w Nowym Jorku Hillary Clinton niespodziewanie wcześnie opuściła wydarzenie upamiętniające ofiary zamachu z 11 września 2001 roku. W sieci zostało opublikowane nagranie przedstawiające moment, w którym Clinton zostaje wprowadzona do pojazdu. Według świadków w momencie ewakuacji Clinton zachwiała się, ugięły się pod nią kolana oraz zgubiła but. Początkowo oficjalnie ogłoszono, że Hillary Clinton zasłabła z powodu przegrzania i odwodnienia organizmu. Później ujawniono, że w momencie zdarzenia kandydatka cierpiała na zapalenie płuc.
W odpowiedzi na to zdarzenie jej kontrkandydat, Donald Trump, wyraził nadzieję szybkiego powrotu Clinton do zdrowia i powrotu do kampanii wyborczej.
To wydarzenie wywołało kontrowersje wokół domniemanego dobrego stanu zdrowia kandydatki. Wcześniejsze wątpliwości związane ze stanem zdrowia Clinton były przez jej sztab wielokrotnie bagatelizowane i nazywane prawicowymi teoriami spiskowymi.

## Życie prywatne

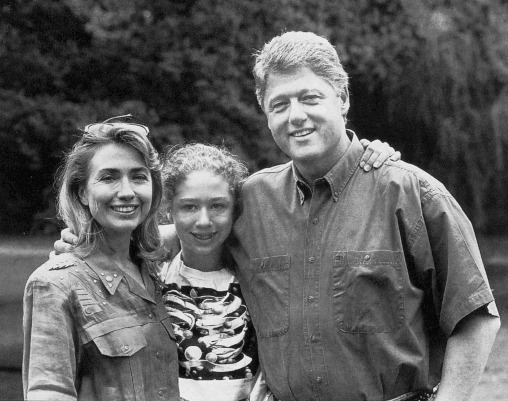
Clinton z córką i mężem (1993)

Należy do Zjednoczonego Kościoła Metodystycznego.
Ma dwóch młodszych braci – Hugh i Tony’ego. Jej ojciec Hugh E. Rodham zmarł w wieku 82 lat w 1993 na udar mózgu. Matka Dorothy Howell Rodham zmarła w wieku 92 lat w 2011.
Jest żoną Billa Clintona, prezydenta Stanów Zjednoczonych w latach 1993–2001. Ma z nim córkę, Chelsea (ur. 27 lutego 1980). W 1998 wyszło na jaw, że Clinton zdradzał żonę ze stażystką w Białym Domu, Moniką Lewinsky.
Poprzez swoją jedyną córkę ma zięcia Marca Mezvinsky’ego (ur. 15 grudnia 1977) oraz troje wnuków: Charlotte (ur. 26 września 2014), Aidana (ur. w czerwcu 2016) i Jaspera (ur. 22 lipca 2019).

## Odznaczenia

### Amerykańskie
- Ellis Island Medal of Honour (22 czerwca 1999)[263]
- Medal Departamentu Obrony za Wybitną Służbę Publiczną (14 lutego 2013)[264]
- Prezydencki Medal Wolności (4 stycznia 2025)[265][266][267]

### Zagraniczne
- Order Wolności (Kosowo – 12 czerwca 2004)[268]
- Order „Przyjaźń” I klasy (Kazachstan – 26 stycznia 2011)[269]
- Krzyż Wielki Orderu Lakanduli (Filipiny – 16 listopada 2011)[270]
- Order Flagi Narodowej (Albania – 1 listopada 2012)[271]
- Chief Commander Legii Honorowej (Filipiny – 11 stycznia 2013)[272]
- Krzyż Wielki Orderu Zasługi RP (Polska – 1 lutego 2013)[273]
- Order Krzyża Ziemi Maryjnej I klasy (Estonia – 6 lutego 2013)[274]
- Medal Departamentu Obrony za Wybitną Służbę Publiczną (USA – 13 lutego 2013)[173]
- Krzyż Wielki Orderu Witolda Wielkiego (Litwa – 25 września 2013)[275]
- Order Złotego Runa (Gruzja – 16 listopada 2013)[276]
- Krzyż Wielki Orderu Trzech Gwiazd (Łotwa – 22 września 2014)[277]

## Publikacje

### Książki przetłumaczone na język polski
- Tworząc historię. Wspomnienia, Wydawnictwo Świat Książki, Warszawa 2003, ISBN 83-7391-262-2 (Living history, 2003)

### Książki w języku angielskim
- It Takes a Village: And Other Lessons Children Teach Us, Simon & Schuster, 1996, ISBN 978-1-4165-4064-9.
- An Invitation to the White House: At Home with History, Simon & Schuster, 2000, ISBN 978-0-684-85799-2.
- The Book of Gutsy Women: Favorite Stories of Courage and Resilience, Simon & Schuster, 2019, ISBN 9781501178412.
- Something Lost, Something Gained: Reflections on Life, Love, and Liberty, Simon & Schuster, 2024, ISBN 978-1-668-01723-4.

## Wyniki wyborcze
| Rok  | Wybory                                                   | Partia           | Partia               | Wynik            |
| Rok  | Wybory                                                   | Partia           | Partia               | Głosy powszechne |
| ---- | -------------------------------------------------------- | ---------------- | -------------------- | ---------------- |
| 2000 | Wybory do Senatu USA w Nowym Jorku, w 2000 roku          |                  | Partia Demokratyczna | 3 747 310 (55%)  |
| 2006 | Wybory do Senatu USA w Nowym Jorku, w 2006 roku          | 3 008 428 (67%)  | Partia Demokratyczna |                  |
| 2008 | Prawybory prezydenckie Partii Demokratycznej w 2008 roku | 17 857 501 (48%) | Partia Demokratyczna |                  |
| 2016 | Prawybory prezydenckie Partii Demokratycznej w 2016 roku | 16 847 075 (55%) | Partia Demokratyczna |                  |
| 2016 | Wybory prezydenckie w Stanach Zjednoczonych w 2016 roku  | 65 844 610 (48%) | Partia Demokratyczna |                  |

## Wizerunek
Poniższy wykres przedstawia, jak zmieniała się opinia publiczna na temat Hillary Clinton – według Instytutu Gallupa – w latach 1992–2016, czyli od czasu, gdy jej mąż po raz pierwszy kandydował na stanowisko prezydenta Stanów Zjednoczonych. Wynika z nich, że Hillary Clinton przez większość tego okresu cieszyła się wysokim poparciem, ponad 50% ankietowanych. Liczba osób mających negatywną opinię o Hillary Clinton przeważała nad osobami mającymi pozytywną opinię o niej tylko w okresie wyborów: w 1996 (kiedy jej mąż Bill Clinton kandydował ponownie na prezydenta), 2000 (wybory do senatu), 2008 (wybory prezydenckie) i 2016 (wybory prezydenckie). Wyjątkiem jest 2006 rok, kiedy Hillary Clinton ubiegała się o kolejną kadencję senatora. Najwyższe poparcie zostało odnotowane w grudniu 1998 roku, kiedy w kongresie toczyła się dyskusja nad impeachmentem wobec Billa Clintona z powodu zdrady małżeńskiej. Poparcie dla Hillary Clinton wyniosło wtedy 67%. Największy brak poparcia odnotowano w lipcu 2016 roku, w czasie wyborów prezydenckich. Hillary Clinton negatywnie oceniło 57% ankietowanych, a tylko 38% oceniało ją pozytywnie. Jednocześnie notowania głównego rywala Clinton w tych wyborach, Donalda Trumpa, również były rekordowo słabe. Najdłużej opinia pozytywna o Hillary Clinton przeważała nad opinią negatywną w latach 2008–2015, od wycofania się jej z wyborów prezydenckich w 2008 do początku jej kampanii prezydenckiej w 2015. W całym okresie sprawowania przez nią funkcji sekretarza stanu większość ankietowanych oceniała ją pozytywnie, przez większą część tego okresu popierało ją ponad 60% ankietowanych.

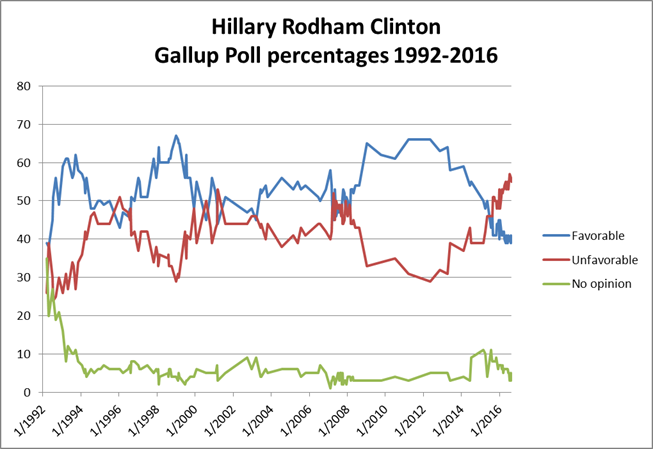
Odsetek osób mających pozytywną opinię o Hillary Clinton
Odsetek osób mających negatywną opinię o Hillary Clinton
Odsetek osób niemających wyrobionego zdania o Hillary Clinton

     Odsetek osób mających pozytywną opinię o Hillary Clinton
     Odsetek osób mających negatywną opinię o Hillary Clinton
     Odsetek osób niemających wyrobionego zdania o Hillary Clinton